# Péaule
Péaule (bret. Pleaol) – miejscowość i gmina we Francji, w regionie Bretania, w departamencie Morbihan.
Według danych na rok 1990 gminę zamieszkiwało 2188 osób, a gęstość zaludnienia wynosiła 56 osób/km² (wśród 1269 gmin Bretanii Péaule plasuje się na 279. miejscu pod względem liczby ludności, natomiast pod względem powierzchni na miejscu 159.).